# Referéndum consultivo sobre la autonomía de Lombardía de 2017
El referéndum consultivo sobre la autonomía de Lombardía de 2017 fue una consulta de referéndum regional que tuvo lugar en Lombardía el 22 de octubre de 2017. El referéndum fue deliberado por el consejo regional para conocer la opinión de los constituyentes de la región en relación con la posible solicitud de formas adicionales y condiciones de autonomía que se otorgarán a su propia entidad territorial, de conformidad con el artículo 116, párrafo 3 de la Constitución italiana.
El referéndum previsto en el Artículo 52 del Estatuto Regional, para el cual no se requiere quórum, se realizó por medio del voto electrónico.

## Referéndum

### Sistema de votación

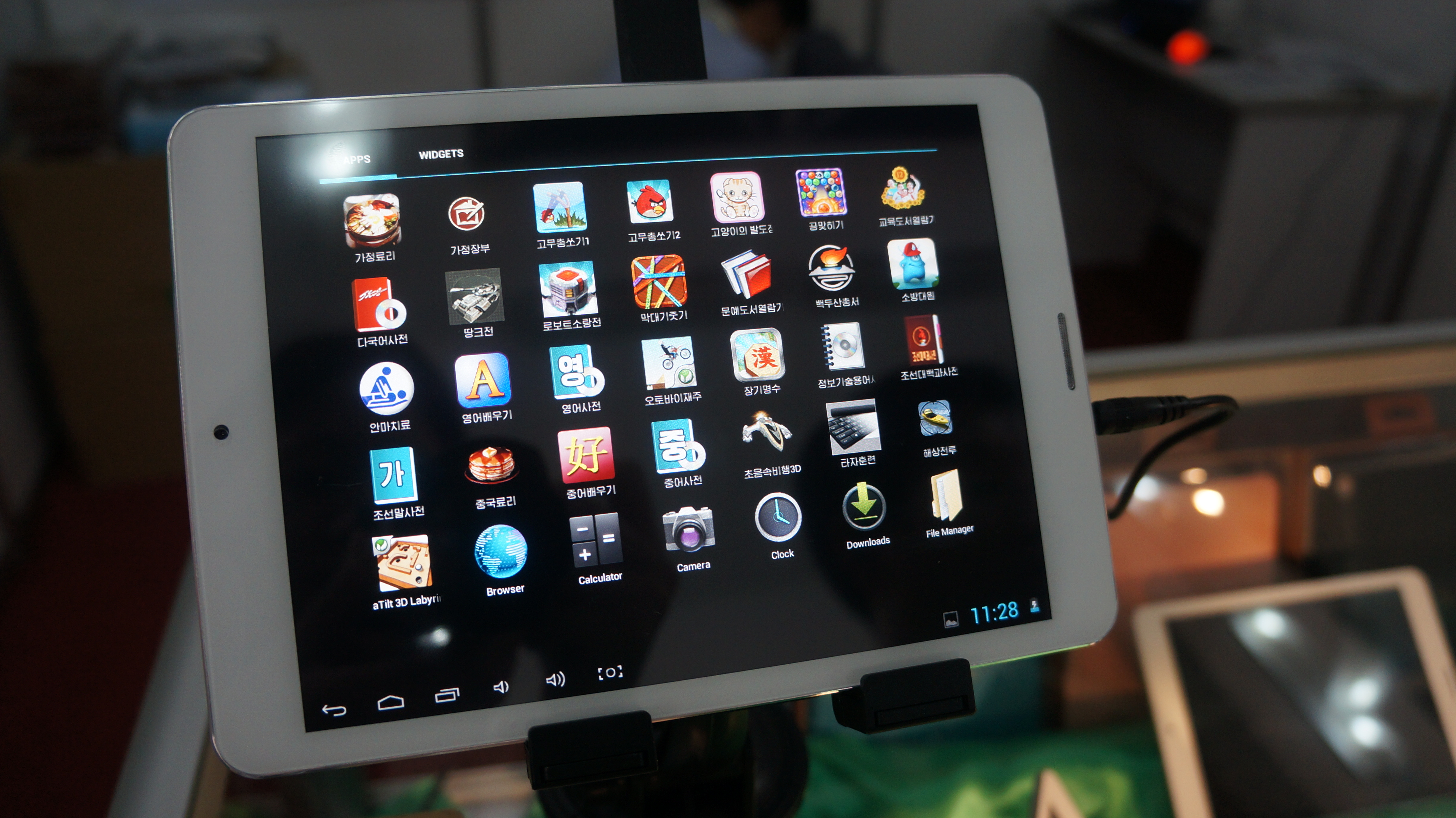
El uso de tabletas en el referéndum de autonomía fue el primero en implementarse en una votación electrónica.

Por primera vez en Italia, se realizó una consulta completa con el sistema de votación electrónica. Con este fin, la Región adquirió de la compañía neerlandesa Smartmatic International Holding BV el suministro de 24,000 tabletas con una aplicación especial de votación electrónica por un monto total de 23 millones de euros, incluida la asistencia el día de plataforma de sistema de votación e información (Election Management System, EMS). El secreto de la votación se garantiza por la falta de registro del minuto de votación. El votante elige seleccionando en la pantalla sólo una de las tres opciones posibles: "sí", "no", "blanco" (no se prevé ninguna opción "nulo"). En algunas secciones, seleccionadas por sorteo, la votación electrónica se acompañó de una votación en papel para cubrir al menos el 5% de los votantes en las listas. El recuento de votos electrónicos permite un recuento de votos inmediato.
Los votantes discapacitados, impedidos físicamente de ejercer el derecho al voto de manera material y autónoma, tienen derecho de voto, es decir, pueden acudir a la cabina para votar con la asistencia de un acompañante que puede ser un miembro de la familia u otra persona libremente elegida. La escolta elegida debe ingresarse en las listas electorales de cualquier República de la República y solo puede ejercer esa función una vez.
Después de la votación, la Región de Lombardía planea dejar las tabletas cómodamente en uso hasta la próxima ronda electoral.

### Pregunta
¿Desea que la Región de Lombardía, en vista de su especialidad, en el marco de la unidad nacional, emprenda las iniciativas institucionales necesarias para exigir al Estado que asigne formas y condiciones especiales de autonomía adicionales, con sus recursos, según y para los efectos mencionados en el párrafo tercero del artículo 116 de la Constitución y con referencia a cualquier asunto legislativo para el cual tales procedimientos son admisibles sobre la base del artículo mencionado?
Consejo Asesor Regional sobre la Autonomía de Lombardía.

## Posiciones
El principal debate político no se trata del mérito de la pregunta en sí misma, ya que casi todas las fuerzas políticas y sociales sienten que la demanda de una mayor autonomía regional es necesaria para satisfacer las necesidades de la sociedad, pero se centra en la oportunidad para llevar a cabo el referéndum, su efectividad y los costos.
Algunas figuras políticas, en parte al responder al razonamiento del fallo del Tribunal Constitucional sobre el referéndum análogo en Véneto, expresaron la opinión de que el referéndum era inútil, ya que desde un punto de vista puramente formal, el artículo 116 de la Constitución no exige expresamente el procesamiento de una consulta del organismo electoral para avanzar en la propuesta de mayor autonomía regional al Parlamento; a este respecto, se citó el ejemplo del presidente regional de Emilia-Romaña, el cual, aunque "respetaba la decisión de Véneto y Lombardía de realizar un referéndum plenamente legítimo", decidió iniciar un camino diferente de consulta con empresas, sindicatos, territorios y asociaciones de por medio.
Los promotores del referéndum, por otro lado, señalaron que, según el estatuto regional, "La Región promueve la participación de los ciudadanos [...] en la formación de políticas y en el ejercicio de sus funciones legislativas y administrativas". Además, según ellos, el resultado del referéndum tendrá un gran valor político cuando se presentará al parlamento y al gobierno para una mayor autonomía. Por esta razón, los promotores creen que más implicación que el resultado de la encuesta es más importante (que parece ser descriptiva).
Las siguientes listas representan los temas identificados por el Comité Regional de Comunicaciones de Lombardía de acuerdo con las disposiciones de la Autoridad para Garantías de Comunicaciones. Entre estos, no existe un comité promotor de referéndum, promovido por las instituciones regionales lombardas que, como organismos públicos, no pueden llevar a cabo propaganda electoral.

## Resultados
| Opción de Voto  |    | Votos     | %      |
| --------------- | -- | --------- | ------ |
| A favor         | Sí | 2 875 438 | 95,29% |
| En contra       | No | 119 051   | 3,95%  |
| Votos en blanco |    | 23 218    | 0,77%  |
| Totales         |    | 3 017 707 | 100%   |

Fuente: Referéndum 2017 Lombardía